# 이만규 (1889년)
이만규(李萬珪, 1889 ~ 1978)는 대한제국과 일제 강점기의 교육자, 국어학자, 독립운동가이며 북조선의 교육자, 국어학자이다. 호는 야자(也自)이다. 배화여자중학교 교장을 지냈으며, 여운형과 친구이자 사돈이다.
일제강점기의 교육자이자 국문학자, 한글 연구가였고, 1948년 4월의 남북협상을 계기로 월북, 이후 북조선에 머무르며 북조선 단정에 참여하여 최고인민회의 대의원, 조선문자개혁위원회 위원장, 조국통일사 사장 등을 지냈다.

## 생애
1948년 4월 남북협상에 참여한 것을 계기로 북조선에 남아 그해 9월의 조선민주주의인민공화국의 정부 수립에 참여했다. 이후 1978년 작고할 때까지 최고인민회의 대의원, 조선문자개혁위원회 위원장, 조국통일사 사장 등을 지낸 사회주의 정치가이자 통일운동가이다. 북한의 보통교육국장을 역임하였고, 일찍이 고려사와 리조실록의 번역 사업을 주도하였다.

## 같이 보기
- 송도고등학교
- 조선어학회
- 남북협상